# マウス・ハント
『マウス・ハント』（原題: Mousehunt）は1997年12月19日公開のアメリカ映画。間抜けな兄弟が賢いネズミを退治しようとしてドタバタを繰り広げるコメディ映画。 監督はゴア・ヴァービンスキーで、彼の監督デビュー作である。脚本はアダム・リフキン。主演はネイサン・レインとリー・エヴァンス、その他にウィリアム・ヒッキーとクリストファー・ウォーケンも出演している。また、ヒッキーは本作の撮影直後に亡くなり、劇場公開時は彼への哀悼の意が示された。製作はドリームワークスで、最初に製作されたファミリー向け映画でもある。
ネズミの描写に関して、当時最先端のデジタル特殊効果技術が用いられていた。また、映画の時代設定は公開時と同じ20世紀末であったが、コメディ映画としては1940年代から1990年代にかけてのテイストがあった。

## ストーリー
製糸業で富を築いた実業家ルドルフ・シュマンツが亡くなり、その遺産は彼の2人の息子に相続されることとなった。しかし、既に家業は没落しつつあり、製糸工場は設備が古く、また労働者は老人ばかりであり、めぼしい財産もほぼない。工場の事務室に掲げられたルドルフの肖像画は心なしか険しい表情を浮かべている。父を想い家業を守りたい楽天家で思慮の浅い弟のラーズに対し、冷静でレストランのオーナーシェフとして成功している兄アーニーは僅かばかりの父のガラクタに等しい遺産からシーガーボックス一箱のみを貰いあとは放棄する旨を伝える。ラーズは父の「兄弟で大切にとっておけ」と病床で託された形見である1本の縒り糸を眺める。父の葬儀後、ある大企業がラーズにかなりの額で工場の買収を持ちかけてくるが、博物館として工場を改装する関係上製糸業は廃業、従業員は全員解雇という条件を彼は拒絶し、これを知った彼の彼女で守銭奴のエイプリルに家から追い出されてしまう。一方、順風満帆に見えたアーニーもまた市長に出した料理にシーガーボックスに潜んでいたゴキブリが混入し、そのショックで市長は発作を起こし死亡、そのせいでレストランは廃業となる。行き場のない兄弟は、遺産の中に町外れに建つ廃屋があったことを思い出してそこに向かう。思ったよりしっかりした造りの家の中で、いよいよ寝ようとした兄弟は1匹のネズミを発見し、これを退治しようとするが逆に酷い目にあってしまう。
ネズミ対策のため家屋を調べている中で兄弟は家の設計図を発見し、そこにあったサインから、この家が高名な建築家チャールズ・ライル・ラルーの作品で莫大な価値があると知る。すぐに売って互いの生計を立て直そうとするラーズに対してアーニーは、自分たちでリフォームし、オークションにかければもっと高く売れると提案する。その日からオークションの日に向けて兄弟は傷んだ床や壁を取り替えるなど改修作業を始めるが、やはり1匹のネズミに邪魔をされる。罠など一般的な方法はすべて失敗し、それに応じて兄弟の対応手段もより過激にコミカルになっていくが、結局がネズミが一枚上手で、兄弟たちが酷い目に遭う。ならばとネズミ狩りで有名な獰猛なネコを借りてくるが、それも賢いネズミによって痛めつけられる。そこで兄弟は今度はシーザーという名のベテランで奇抜な害虫駆除業者を雇う。
一方で兄弟は家に未払いの住宅ローンがあることを知った。オークション前にそれを支払わなければ家屋は差し押さえられてしまい計画は破綻してしまう。金策に奔走する兄弟であったが、もはや2人に余分な資金はなく、むしろ工場では賃金が未払いのために従業員たちが激しいストライキを起こしている。その中でアーニーは大手企業が工場の購入を望んでいることを知り、弟に内緒で相手の社長と会い、工場の売却を持ちかける。結局、売却はアーニーが交渉者と落ち合う場所での偶然の交通事故で失敗するものの、事情をたまたま知ったエイプリルが下心を隠して繋ぎの融資をすることを約束し、危機は去る。そして屋敷に戻ってきた2人が見たものは、車のウィンチに引きずられるなどして重傷を負ったシーザーであり、彼は「あれは悪魔だ」と呻きながら病院へと搬送されていく。
ネズミとの戦いが再開されるものの、やはり兄弟は勝てない。その中で留守電の録音から、ラーズは兄がこっそり工場を売ろうとしていたことを知り激怒する。兄もまた弟が最初に売却を断っていたことを怒る。激しい口論の中でラーズがアーニーに投げたが避けられたオレンジが、偶然にもあのネズミにヒットし、気絶する。散々自分たちを苦しめたネズミにトドメを刺そうとする2人であったが、気絶して無防備である小さな姿に殺す気が失せ、代わりに空気穴を開けたシーガーボックスに閉じ込めてキューバへと郵送する。ネズミがいなくなったため、翌日から兄弟たちのリフォーム作業は順調に進んでいく。しかし、その頃、キューバに届いた箱は、ネズミの重量分の考慮不足で料金が足りておらず送り返されていた。
オークション当日。屋敷には購入を希望する富豪達が一堂に会する中、ラーズは料金不足で戻ってきていた箱を発見する。既に蓋は開いており、中身は空だった。ネズミが戻ってきたことを知った兄弟はオークションの開始と共に、ネズミを捕まえようとする。次々と値段が上がっていき狂喜する兄弟であったが、ネズミを水攻めにする作戦が仇となり、屋敷の基礎や壁裏は水で満杯となる。やがて水圧で壁が崩壊し、兄弟はオークション参加者らと共に外へ押し流されてしまう。怒る客たちを前にアーニーは半壊状態の屋敷を背にして必死に「この屋敷は絶対に壊れない!」と言い張り最後の抵抗を試みるが、それもむなしく屋敷は直後崩れ落ちる。富豪達は兄弟を嘲笑いながら去っていく。2人が再び口論を始める中、あの父の形見の縒り糸がどこからか降ってくる。2人が手に取ろうとすると糸は解け2つとなり、自分たちを暗示するようで2人は気まずくなる。
寝る場所を探して兄弟は工場の事務室へとやってきた。だが、その道中の車には屋敷の崩壊で死んだと思われたネズミもこっそり乗っていた。深夜、兄弟は動き出した工場の機械の音で目を覚ます。訝しんで状況を確認する2人は製糸機械が糸ではなく、毛糸玉状のチーズを作っていることに気づく。そのチーズは、一流シェフであったアーニーが認めるほどの美味さであった。そこにあのネズミが現れる。兄弟はこのネズミがチーズを作ったことを知り、そこであることを思い立つ。
製糸工場はチーズ工場として活気が戻っていた。コック帽を被ったアーニーの肩の上には同じく帽子を被るネズミがおり、彼は品質管理係として新商品の味見を行い、アーニーにアドバイスをする。険しかった父の肖像画は穏やかな表情を取り戻し、側には2本の糸と、父の格言「糸のない世界はカオスだ」の文言が飾られていた。

## キャスト
| 役名                     | 俳優                       | 日本語吹替 | 日本語吹替 |
| 役名                     | 俳優                       | 劇場公開版 | TBS版 |
| ------------------------ | -------------------------- | --- | --- |
| アーニー・シュマンツ     | ネイサン・レイン           | 稲葉実 | 内海賢二 |
| ラーズ・シュマンツ       | リー・エヴァンス           | 落合弘治 | 三ツ矢雄二 |
| エイプリル・シュマンツ   | ヴィッキー・ルイス         | 日野由利加 | 勝生真沙子 |
| アレキサンダー・ファルコ | モーリー・チェイキン       | 滝口順平 | 滝口順平 |
| ルドルフ・シュマンツ     | ウィリアム・ヒッキー       | | 青野武 |
| クインシー・ソープ       | マイケル・ジェッター       | | 城山堅 |
| モーリー                 | アーニー・サベラ           | 緒方賢一 | 塩屋浩三 |
| シーザー                 | クリストファー・ウォーケン | 水野龍司 | 野沢那智 |
| その他                   | N/A                        | 真弓田一夫 清川元夢 石黒久也 佐藤しのぶ 久保田民絵 小山武宏 牛山茂 小関一 川田妙子 秋元羊介 塚田正昭 小形満 こおろぎさとみ 田原アルノ 菅原正志 | 大木民夫 上田敏也 龍田直樹 石塚運昇 塩屋浩三 城山堅 堀越真己 田野恵 宝亀克寿 大橋世津 松本大 水間真紀 仲野裕 甲斐田裕子 |
|                          |                            | | |
| 演出                     | 演出                       | 加藤敏 | 木村絵理子 |
| 翻訳                     | 翻訳                       | 木原たけし | 木原たけし |
| プロデューサー           | プロデューサー             | | 安倍純子 （TBS） |
| 監修                     | 監修                       | | 上田正人 |
| 制作担当                 | 制作担当                   | | 関口未来子 （東北新社）                                                                                                 |
| 制作                     | 制作                       | 東北新社 | 東北新社 TBS |

- 劇場公開版：発売ソフトに収録。
- TBS版 - 初放送2001年08月01日『夏休みファミリー映画スペシャル』

## 評価
本作に対する映画評論家の反応は賛否両論であった。レビュー集計サイト「Rotten Tomatoes」では専門家による31件のレビューを基に42%の支持となっている。同サイトの批評コンセンサスでは「マウス・ハントは、その過剰なドタバタなおふざけの重みに閉じ込められている」となっている。CinemaScoreでの観客評価では、A+からFまでの平均点で「B」と評価された。
ロジャー・イーバートは、本作を4つ星のうち星2とし否定的に評した。「あまり面白くないし、何をやっても面白くない。観客は誰を笑えばいいのか、誰と笑えばいいのかわからないから一部の登場人物に共感を覚えず、逆に嫌な人物もいないコメディは多くの笑いを得ることは期待できない」。また、イーバートは本作の売りであったデジタル特殊効果についても「特殊効果の現代的進歩が映画を台無しにすることを示す優れた例だった（この逆に賢かった例は『タイタニック』である）。ネズミがあらゆる巧妙な動作を見せることができる映画を作れるようになったから、ネズミがそれをするのを見たら面白いだろうなと製作者たちは錯誤したのだ」と評した。一方で彼のビジネス・パートナーでもあったジーン・シスケルは本作を気に入っていた。
それにも関わらず、本作は興行的に成功を収めた。1997年12月19日に公開され、北米で4位のオープニングを飾り、公開初週（週末）の興行収入は2152の劇場から平均して約2,817ドル、合計6,062,922ドルを稼いだ。2週目も4位を維持し、60%増の9,702,770ドルを稼ぎ出した。10日間の興行収入は21,505,569ドルに達した。公開は1998年7月1日に終了し、この間に、北米市場で6,019万7,389ドル、その他の地域で6,050万ドル、全世界で1億2,240万7,389ドルの最終興行成績を達成した。予算は3800万ドルであり大成功だった。イギリスでは1998年4月3日に公開されたが、これは『タイタニック』に次ぐ2位の成績を収めた。